# Geranium hystricinum
Geranium hystricinum är en näveväxtart som beskrevs av Harold Emery Moore. Geranium hystricinum ingår i släktet nävor, och familjen näveväxter. Inga underarter finns listade i Catalogue of Life.